# Tryton
Tryton è una piattaforma sulla quale è stato realizzato un software Enterprise resource planning (ERP).
Il software ha una architettura di tipo three-tier ed è composto da: un client Tryton, un server Tryton e un server DBMS.

## Licenza
Sia la piattaforma (framework) che i moduli software ufficiali sono di tipo software libero, con licenza GPLv3.

## Moduli
I moduli software ufficiali forniscono le seguenti funzionalità:
- Contabilità
- Fatturazione
- Gestione vendite
- Gestione acquisti
- Analisi statistiche
- Gestione inventario
- Manufacturing Resources Planning
- Gestione progetti

## Caratteristiche tecniche
Le applicazioni server e client sono scritte in linguaggio Python. Entrambe sono disponibili su Linux, OS X e Windows.. Esiste anche un web client in JavaScript chiamato sao, utilizzabile con un semplice browser.
Il nucleo della piattaforma Tryton è un framework per uso generico, utilizzabile in diversi ambiti di lavoro, grazie alle funzioni di:
- gestione dati
- gestione utenti
- stato di avanzamento del progetto
- motore per report basato su relatorio 0.9.0 che genera report in PDF usando modelli ODT.
- internazionalizzazione: è disponibile in lingua inglese, francese, tedesco, spagnolo, catalano ed italiano.
- gestione storico: conserva la storia del prezzo di ogni prodotto e i dati di fatturazione dei clienti al momento della fatturazione
- supporto dei protocolli XML e JSON
- indipendenza dal livello fisico dal database
- avanzamento di versione automatizzato
- approccio modulare e flessibile delle funzioni

Essendo un framework Tryton può essere usato come piattaforma di sviluppo per diversi altri tipi di applicazioni, oltre a quella di ERP. A titolo di esempio si può citare il progetto GNU Health, un software libero per la gestione delle informazioni sulla salute dei pazienti ospedalieri, basato proprio su Tryton.

## Storia
Tryton nasce nel 2008 come un fork della versione 4.3 di TinyERP (chiamato successivamente OpenERP e poi Odoo).

## Gestione del progetto

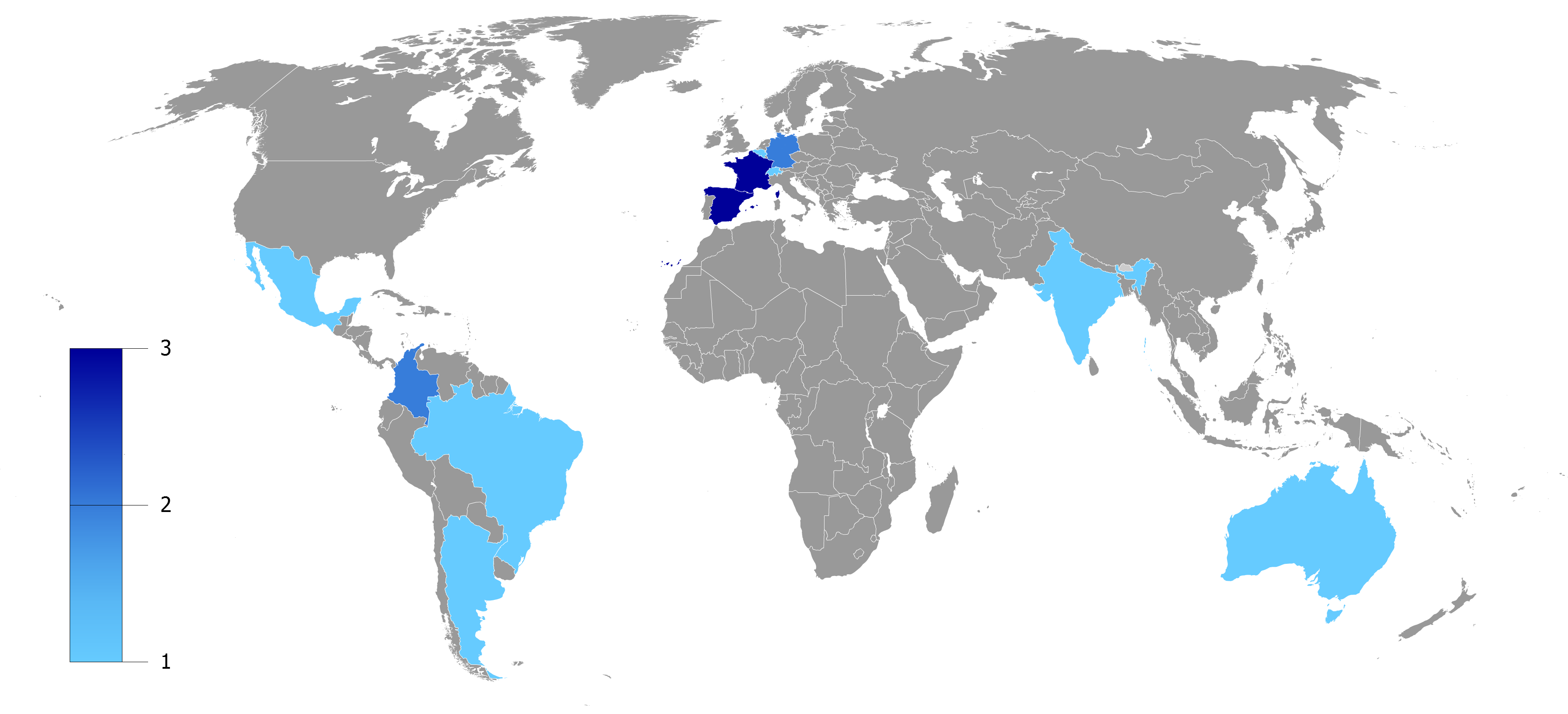
Distribuzione nel mondo (anno 2015) delle compagnie di servizi che fanno parte della federazione del progetto Tryton

A differenza del progetto originario TinyERP e di altri software simili, i fondatori del progetto Tryton hanno evitato di avere una rete di aziende partner per evitare il conflitto tra queste e la comunità di volontari. Hanno perciò seguito l'esempio offerto da PostgreSQL dove il progetto è stato guidato da una federazione di aziende..
Nel 2015 Tryton risultava essere supportato da 17 aziende distribuite in Europa, America, Asia e Australia.
A partire dal 2012 il progetto è tutelato da una fondazione senza scopo di lucro. Gli obiettivi della fondazione sono:
- attività di incontri, conferenze di sviluppo e supporto
- gestione dell'infrastruttura tryton.org
- organizzazione della comunità di sostenitori
- gestione e promozione del marchio Tryton

Il processo di rilascio è organizzato in serie. Una serie è un gruppo di rilasci che hanno i primi due numeri in comune (come 1.1.5 e 1.1.6) e che condividono le stesse API e lo stesso schema di database. Ogni sei mesi viene pubblicata una nuova serie, mentre nelle vecchie gli aggiornamenti riguardano solo la correzione di eventuali bug.
Le diverse serie sono mantenute per un anno e ogni cinque serie viene introdotta una serie con supporto a lungo termine (LTS) garantito per cinque anni.

## Il nome
Il nome Tryton è una parola che fa riferimento al dio Tritone (divinità) della mitologia greca e al linguaggio di programmazione Python.